# Delvina
Delvina (albanska: Delvinë med böjningsformen Delvina, grekiska: Δέλβινο, Delvino) är en ort och kommun i prefekturen Vlora, 16 kilometer nordöst om Saranda, i södra Albanien. Den nuvarande kommunen bildades 2015 genom sammanslagningen av kommunerna Delvina och Vergo. Kommunen hade 7 598 invånare (2011) på en yta av 182,90 km². Den tidigare kommunen hade 5 754 invånare (2011).